# Reg Parnell
Reg Parnell (2. července 1911, Derby, Velká Británie – 7. ledna 1964, Derby, Velká Británie) byl britský pilot Formule 1.
Farmář z Derbyshire začal se závody na upraveném MG Magnette už v roce 1935, ale prvního úspěchu dosáhl až těsně před vypuknutím válečného konfliktu a to na 4,7litrovém Bugatti. S vozy Maserati a ERA E, které koupil od Petera Whiteheata, se po válce pustil do závodů na starém kontinentě, ale až Maserati 4CLT/48 mu přinesl úspěch, především na okruhu v Goodwoodu, kde uspěl celkem 6×. Nezdařil se mu však závod (ne vlastní vinou) na Velké ceně Československa 1949 v Brně. V 1. kole totiž havaroval pod Kohoutovicemi Farina. Zmatený Farina vylezl z vozu a dezorientován vběhl do dráhy přijíždějícímu Parnellovi, který sice intenzivně brzdil, ale nabral šokovaného Farinu na kapotu. Parnell také havaroval a zlomil si ruku. Farina skončil pouze s pohmožděninami.
Tyto skvělé výkony (především z Goodwoodu) mu zajistily místo v továrním týmu Alfy Romeo pro premiérový závod mistrovství světa v Británii a hned na úvod se blýsknul skvělým třetím místem, když nestačil pouze na své týmové kolegy Farinu a Fagioliho. V roce 1951 řídil speciál Tonyho Vandervella Ferrari 500 Thinwall a hned při Velké ceně Francie bodoval čtvrtým místem.
Méně šťastné je jeho spojení s BRM a především jejich problematickým vozem V16. Ještě před tím než se vzdal definitivně závodní činnosti, stal se manažerem týmu Aston Martin, posléze působil v týmu Lola. Až si splnil sen z dětství, založil vlastní tým Reg Parnell Racing team. Krátce poté, v lednu roku 1964, zemřel po banální operaci slepého střeva na zánět pobřišnice, ve věku 52 let.
Na konci 50. let a začátku 60. let jezdil neúspěšně ve Formuli 1 jeho syn Tim Parnell.

## Vítězství
- 1951 International Trophy
- 1957 Grand Prix Nového Zélandu

## Kompletní výsledky ve Formuli 1
| Legenda k tabulce | Legenda k tabulce                                                                       |
| Barva             | Výsledek                                                                                |
| ----------------- | --------------------------------------------------------------------------------------- |
| Zlatá             | Vítěz                                                                                   |
| Stříbrná          | 2. místo                                                                                |
| Bronzová          | 3. místo                                                                                |
| Zelená            | Bodované umístění                                                                       |
| Modrá             | Nebodované umístění                                                                     |
| Modrá             | Dokončil neklasifikován (NC)                                                            |
| Fialová           | Odstoupil (Ret)                                                                         |
| Červená           | Nekvalifikoval se (DNQ)                                                                 |
| Červená           | Nepředkvalifikoval se (DNPQ)                                                            |
| Černá             | Diskvalifikován (DSQ)                                                                   |
| Bílá              | Nestartoval (DNS)                                                                       |
| Bílá              | Závod zrušen (C)                                                                        |
| Světle modrá      | Pouze trénoval (PO)                                                                     |
| Světle modrá      | Páteční testovací jezdec (TD)                                                           |
| Bez barvy         | Netrénoval (DNP)                                                                        |
| Bez barvy         | Vyřazen (EX)                                                                            |
| Bez barvy         | Nepřijel (DNA)                                                                          |
| Bez barvy         | Odvolal účast (WD)                                                                      |
| Bez barvy         | Nezúčastnil se (prázdné)                                                                |
| Označení          | Význam                                                                                  |
| Tučnost           | Pole position                                                                           |
| Kurzíva           | Nejrychlejší kolo                                                                       |
| †                 | Jezdec nedojel do cíle, ale byl klasifikován, protože odjel více než 90 % délky závodu. |
| ‡                 | Byl udělován poloviční počet bodů, protože bylo odjeto méně než 75 % délky závodu.      |
| Horní index       | Umístění bodujících jezdců ve sprintu                                                   |

| Rok  | Tým                 | Šasi                 | Motor                 | 1     | 2   | 3   | 4     | 5       | 6       | 7       | 8   | 9   | Umístění  | Body |
| ---- | ------------------- | -------------------- | --------------------- | ----- | --- | --- | ----- | ------- | ------- | ------- | --- | --- | --------- | ---- |
| 1950 | Alfa Romeo SpA      | Alfa Romeo 158       | Alfa Romeo Straight-8 | GBR 3 | MON | 500 | SUI   | BEL     |         |         |     |     | 9. místo  | 4    |
| 1950 | Scuderia Ambrosiana | Maserati 4CLT/48     | Maserati Straight-4   |       |     |     |       |         | FRA Ret | ITA     |     |     | 9. místo  | 4    |
| 1951 | G.A. Vandervell     | Ferrari 375 Thinwall | Ferrari V12           | SUI   | 500 | BEL | FRA 4 |         |         |         |     |     | 10. místo | 5    |
| 1951 | BRM Ltd.            | BRM P15              | BRM V16               |       |     |     |       | GBR 5   | GER     | ITA DNS | ESP |     | 10. místo | 5    |
| 1952 | A.H.M. Bryde        | Cooper T20           | Bristol Straight-6    | SUI   | 500 | BEL | FRA   | GBR 7   | GER     | NED     | ITA |     | 32. místo | 0    |
| 1954 | Scuderia Ambrosiana | Ferrari 500/625      | Ferrari Straight-4    | ARG   | 500 | BEL | FRA   | GBR Ret | GER     | SUI     | ITA | ESP | NC        | 0    |

- 6 Grand Prix
- 0 Vítězství
- 0 Pole positions
- 0 Nejrychlejších kol
- 1 Podium
- 9 bodů